# John Addington Symonds

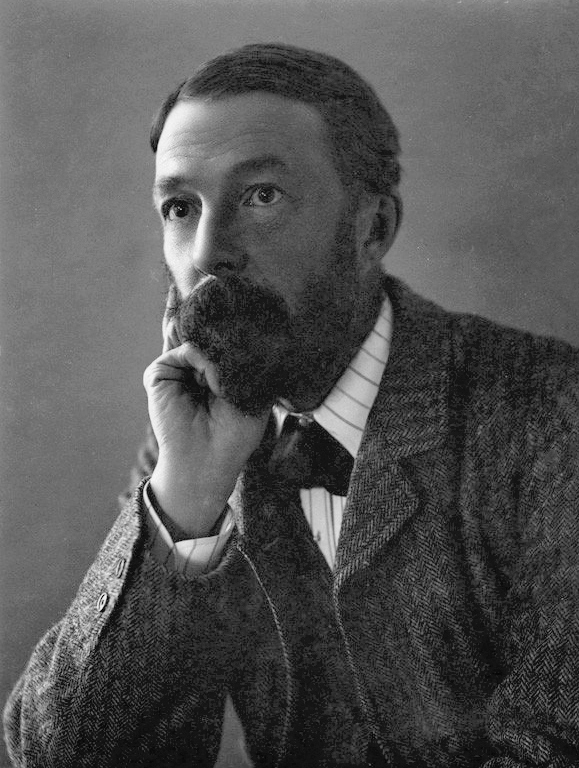
John Addington Symonds

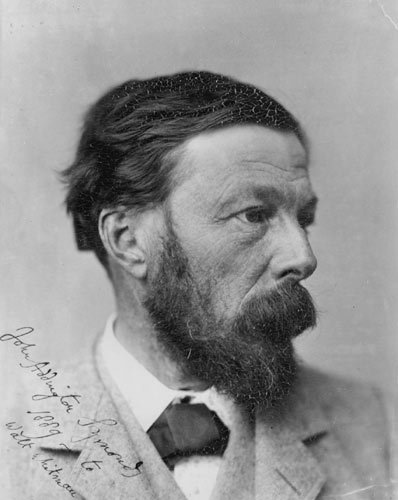
John Addington Symonds, imagen de Walt Whitman fechada en 1889.

John Addington Symonds (5 de octubre de 1840, Bristol, Gloucestershire - 19 de abril de 1893, Roma) fue un ensayista, poeta y biógrafo británico. Aunque estaba casado y tenía una familia heterosexual fue uno de los primeros defensores del amor entre hombres (homosexualidad) en el Reino Unido, tanto entre adultos como entre adultos y adolescentes. Se refirió a ello como l'amour de l'impossible (el amor a lo imposible). Destacó como historiador cultural y es principalmente conocido por su obra sobre el Renacimiento, además de por numerosas biografías sobre escritores y artistas. También escribió numerosa poesía inspirada en sus amoríos homosexuales. Viajó prolongadamente debido a su salud, en especial por Italia, estableciéndose finalmente en Suiza. Murió en Roma, cuando ya era un destacado conocedor de la cultura italiana. 

## Estudios y juventud
John Symonds nació en Bristol, Inglaterra en 1840. Su padre era el doctor en medicina John Addington Symonds (1807–1871), que escribió Criminal Responsibility (Responsabilidad criminal, 1869), The Principles of Beauty (Los principios de la belleza, 1857) y Sleep and Dreams (Dormir y sueños, 2ª ed. 1857). Considerado delicado, el joven Symonds no participó en los deportes a partir de los 14 años de edad en la Harrow School donde estudiaba, y no mostró ningún talento especial como estudiante.
En enero de 1858 Symonds recibió una carta de su amigo Alfred Pretor (1840–1908), en la que Pretor le contaba su affair con el director de su escuela, Charles John Vaughan. Symonds se sorprendió y disgustó al sentirse perturbado en los inicios del descubrimiento de su propia homosexualidad. No mencionó el hecho por más de un año, hasta que en 1859 como estudiante de la Universidad de Oxford se lo contó al profesor de latín John Conington. Conington aprobaba las relaciones románticas entre hombres y muchachos y anteriormente le había dado a Symonds una copia de Ionica, una colección de versos homoeróticos de William Johnson Cory, un influyente profesor de Eton y defensor de la pedagogía pederástica. Conington animó a Symonds a hablar sobre el asunto y el affair de su amigo con su padre, por lo que John Symonds padre obligaría a dimitir a Vaughan de la escuela de Harrow. Pretor se enfadó con el joven Symonds por ello y no volvió a dirigirle la palabra.
En otoño de 1858 Symonds había ingresado en Balliol College como pensionado a cambio de trabajo, pero fue elegido para una beca al año siguiente. En abril del mismo año se enamoró de Willie Dyer (William Fear Dyer 1843–1905), un chico del coro de Bristol tres años más joven que él. Iniciaron una relación amorosa casta que duró un año, hasta que fue rota por la intervención de Symonds padre. Después de eso su amistad duraría varios años más, al menos hasta 1864. Dyer se convirtió en organista y director del coro de la iglesia de St Nicholas, Bristol.
Symonds se aplicó en la Universidad de Oxford y empezó a demostrar su capacidad académica. En 1860 sacó sobresaliente en los exámenes de la primera parte de la licenciatura y ganó el premio Newdigate por un poema sobre El Escorial"; en 1862 obtuvo sobresaliente en Literae Humaniores (licenciatura en humanidades), y en 1863 ganó el premio de ensayo en inglés Chancellor.
En 1862 Symonds consiguió una beca para postgraduados en el conservador Magdalen College. Se hizo amigo de C.G.H. Shorting, al que dio clases particulares. Cuando Symonds se negó a ayudar a Shorting conseguir la admisión en Magdalen, el joven escribió a los directivos del colegio alegando: «que yo [Symonds] lo había apoyado en su persecución del corista Walter Thomas Goolden (1848–1901), que compartí sus hábitos y me incliné por el mismo camino.» Aunque Symonds fue oficialmente exonerado de cualquier hecho ilícito sufrió un colapso nervioso por el estrés y poco después dejó la universidad para ir a Suiza.

## Vida personal
En Suiza conoció a Catherine North (hermana de la ilustradora botánica Marianne North, 1830–1890), con la que se casó el 10 de noviembre de 1864 en Hastings. Se instalaron en Londres y tuvieron cuatro hijas: Janet (nacida en 1865), Charlotte (nacida en  1867), Margaret (nacida en  1869) y Katharine (nacida en  1875). A esta última posteriormente se le otorgaría el título de Lady por su obra escrita con su nombre de casada, Katharine Furse. Otra de sus hijas, Charlotte Symonds, se casó con el clasicista Walter Leaf.
Mientras estaba en Clifton en 1868, Symonds conoció y se enamoró de Norman Moor, un joven a punto de ir a Oxford, que se convirtió en su discípulo. Symonds y Moor mantuvieron una relación amorosa sin relaciones sexuales durante cuatro años. Aunque según el diario de Symonds del 28 de enero de 1870, «Le desnudé y alimenté la vista, el tacto y la boca con estas cosas.» La relación ocupaba la mayor parte de su tiempo. En una ocasión viajó con Moor a Italia y Suiza dejando a su familia.) Además inspiró su periodo más productivo de escritura poética, publicado en 1880 como New and Old: A Volume of Verse (Nuevo y viejo: un volumen de poesía).

## Carrera
Symonds intentó estudiar derecho, pero su salud se lo impidió y le obligó a viajar. Regresó a Clifton, y allí dio clases, tanto en la universidad como en escuelas femeninas. Entre sus clases preparó sus ensayos Introduction to the Study of Dante (Introducción al estudio de Dante, 1872) y Studies of the Greek Poets (Estudios de los poetas griegos, 1873–1876). Además estuvo ocupado en la elaboración de su obra principal, Renaissance in Italy (El Renacimiento en Italia), que se publicó en siete volúmenes a intervalos entre 1875 y 1886. Es una serie de extensos ensayos sobre historia cultural: primero aborda la idea de Renacimiento; a continuación, habla de cómo renace el saber; la tercera parte se centra en las Artes y, finalmente, dedica una parte brillante a la literatura italiana. Symonds dice basarse en Sismondi, Gregorovius y un autor "sólido y sutil" como Jakob Burckhardt. Como su ensayo sobre el Renacimiento en Oxford, Symonds tenía intención de seguir profundizando su estudio sobre él y enfatizar su impulso del arte y literatura en Europa, pero su trabajo se vio interrumpido por una enfermedad grave. En 1877 su vida estuvo en peligro. Su recuperación en Davos-Platz le llevó a creer que era el único lugar donde probablemente disfrutaría de la vida. Por ello prácticamente hizo de Davos su hogar y escribió Our Life in the Swiss Highlands (Nuestra vida en las montañas de Suiza, 1891). Symonds se convirtió en un ciudadano de la ciudad, tomó parte en sus asuntos municipales, se hizo amigos entre los paisanos y compartió sus intereses. Allí escribió la mayoría de sus obras: las biografías de Shelley (1878), Philip Sidney (1886), Ben Jonson (1886) y Miguel Ángel (1893), de cuyos poemas hizo una notable traducción al inglés; varios volúmenes de poesía y ensayos, y una traducción de la Autobiografía de Benvenuto Cellini (1887). Allí también completó su estudio sobre el Renacimiento, la obra por la que es recordado principalmente. 
Su poesía le sirvió principalmente como un desahogo para sus dificultades emocionales. Un Problema de la Ética Griega (escrito en 1871) y Un Problema de la Ética Moderna (1881) están entre los primeros estudios serios que tratan sobre la homosexualidad.
Tenía pasión por Italia y durante muchos años residía en otoño en la casa de su amigo, Horatio F Brown, en Venecia. También fue amigo de Stevenson. Considerando su precaria salud se mantuvo fervorosamente activo toda su vida y su productividad fue notable. En el año de su muerte llegó a publicar dos obras, un volumen de ensayos In the Key of Blue (En la clave del azul), y una monografía sobre Walt Whitman. Murió en Roma y fue enterrado junto a la tumba de Percy Bysshe Shelley.

## Legado
Symonds dejó sus documentos y autobiografía en manos de Brown, que escribió una biografía cribada en 1895, y que además Edmund Gosse despojó de cualquier contenido homoerótico antes de su publicación. En 1926 al entrar en la posesión de los documentos de Symonds, Gosse lo quemó todo, excepto las memorias, para consternación de la nieta de Symonds.
Symonds era increíblemente introspectivo y melancólico, pero con gran capacidad de acción. En Talks and Talkers (Charlas y oradores), un coetáneo suyo, el escritor Robert Louis Stevenson describe a Symonds (con el nombre de "Opalstein" en el ensayo de Stevenson) como «el mejor de los oradores, cantando las alabanzas de la tierra y las artes, las flores y la joyas, el vino y la música, a la luz de la luna, tanto como en una serenata, como a la guitarra tenue.» Este lado de su naturaleza se revela en su poesía gnómica, en especial en el soneto de su Animi Figura (1882). Retrató su propia personalidad con gran sutileza. Su poesía es más la de un estudioso que la de un cantante inspirado, pero tiene momentos de profunda reflexión y emoción. De hecho, es en estos pasajes y extractos donde mejor se aparece Symonds. Aunque ricas en descripciones y de redacción florida su obra carece de la armonía y unidad esencial para constituir argumentos filosóficos. En cambio sus traducciones se encuentran entre las mejores de la lengua inglesa. Aquí los temas le son presentados y él es capaz de prodigar en ellos la riqueza de color y emoción que le caracterizaban.

## Obras sobre la homosexualidad
En 1873 Symonds escribió A Problem in Greek Ethics (Un problema de la ética griega), una obra de lo que posteriormente se denominaría historia gay. Se inspiró en la poesía de Walt Whitman, con quien mantenía una relación epistolar. La obra, quizás la elegía más exhaustiva del amor griego," permaneció sin publicar durante una década, y entonces se hizo una primera edición limitada para distribuirla privadamente. Aunque el Oxford English Dictionary acredita al médico C.G. Chaddock la introducción de la palabra «homosexual» en el idioma inglés en 1892, Symonds ya había usado el término en A Problem in Greek Ethics. Preocupado por la naturaleza tabú del tema tratado Symonds se refiere a la pederastia de forma indirecta como «esa costumbre inmencionable» en una carta a un futuro lector del libro, aunque define «el amor griego» en el ensayo como «un cariño apasionado y entusiasta que se establecía entre un hombre y un joven, reconocido por la sociedad y protegido por la opinión pública, que aunque no estaba libre de sensualidad, no degeneraba en mera lascivia.»
Symonds estudió los clásicos con Benjamin Jowett en Balliol College (Oxford), y después trabajó con Jowett en una traducción al inglés del Symposium de Platón. Jowett era crítico con las opiniones de Symonds sobre la sexualidad, pero cuando Symonds fue falsamente acusado de corromper a los chicos del coro Jowett lo apoyó, a pesar de sus propias opiniones ambivalentes sobre la relación del helenismo en los asuntos legales y sociales que afectaban a los homosexuales.
Symonds también tradujo poesía clásica de tema homoerótico, y escribió poemas siguiendo la imaginería y lenguaje de la Antigua Grecia como Eudiades, que ha sido calificado como «los poemas homoeróticos más famosos». Aunque los tabúes y prohibiciones de la Inglaterra victoriana impidieron que Symonds hablara abiertamente de su homosexualidad, sus obras publicadas para una audiencia general contenían fuertes inferencias y algunas de las primeras referencias directas del amor sexual entre hombres de la literatura inglesa. Por ejemplo en The Meeting of David and Jonathan (El encuentro de David y Jonathan, de 1878, Jonatan toma a «David en sus brazos con fuerza / y en ese beso / alma con alma se entretejieron gozo a gozo». El mismo año en su traducción de los sonetos de Miguel Ángel a su amado Tommaso Cavalieri restauró los pronombres masculinos que habían sido transformados en femeninos en las ediciones anteriores. Al final de su vida la homosexualidad de Symonds se había convertido en un secreto a voces en los círculos literarios y culturales victorianos.
En particular las memorias de Symonds, escritas en un periodo de cuatro años (desde 1889 a 1893), es la primera autobiografía conocida de alguien que se define como homosexual. También una de las hijas de Symonds, Madge Vaughan, se dio cuenta de su propia homosexualidad y probablemente fue el objeto del primer enamoramiento lésbico de la escritora Virginia Woolf, aunque no hay pruebas de que el sentimiento fuera mutuo. Woolf era la prima de su marido William Wyamar Vaughan. Henry James usó algunos detalles de la vida de Symonds, especialmente su relación con su esposa, como punto de partida para su historia corta The Author of Beltraffio (1884).
Más de un siglo después de la muerte de Symonds su primera obra sobre la homosexualidad, Soldier Love and Related Matter (Amor entre soldados y asuntos relacionados) fue finalmente publicada en inglés por Andrew Dakyns (el nieto del socio de Symonds', Henry Graham Dakyns), en Eastbourne, E. Sussex, Inglaterra, en 2007.  Soldier Love o Soldatenliebe, ya que originalmente se limitó a una edición en alemán. El texto en inglés de Symonds se perdió. La obra traducida y editada por Dakyns es la única versión que jamás ha aparecido en la lengua nativa del autor.

## Lista de obras
- The Renaissance. An Essay (El renacimiento. Un ensayo, 1863)
- Miscellanies by John Addington Symonds, M.D.,: Selected and Edited with an Introductory Memoir, by His Son (Miscelánea de John Addington Symonds Dr. M: seleccionado y editado con unas memorias introductivas, por su hijo,1871)
- Introduction to the Study of Dante (Introducción al estudio de Dante, 1872)
- Renaissance in Italy 7 vol. (Renacimiento en Italia, 1875–86), trad. por Wenceslao Roces, El Renacimiento en Italia, México, FCE, 1977.
- Shelley (1878)
- Animi Figura (La figura del alma, 1882)
- A Problem in Greek Ethics (Un problema de la ética griega, 1883)
- Wine, Women, and Song.  Medieval Latin Students' Songs (Vino, mujeres y canción. Canciones de los estudiantes de latín medieval, 1884) traducciones/paráfrasis en inglés.
- Autobiography of Benvenuto Cellini (1887) traducción al inglés de la autobiografía de Benvenuto Cellini.
- A Problem in Modern Ethics (Un problema de la ética moderna, 1891)
- Our Life in the Swiss Highlands (Nuestra vida en las montañas de Suiza, 1891)
- In the Key of Blue (In la clave del azul, 1893)
- Walt Whitman. A Study (Walt Whitman. Un estudio, 1893)